# 이즈미르 아타튀르크 스타디움

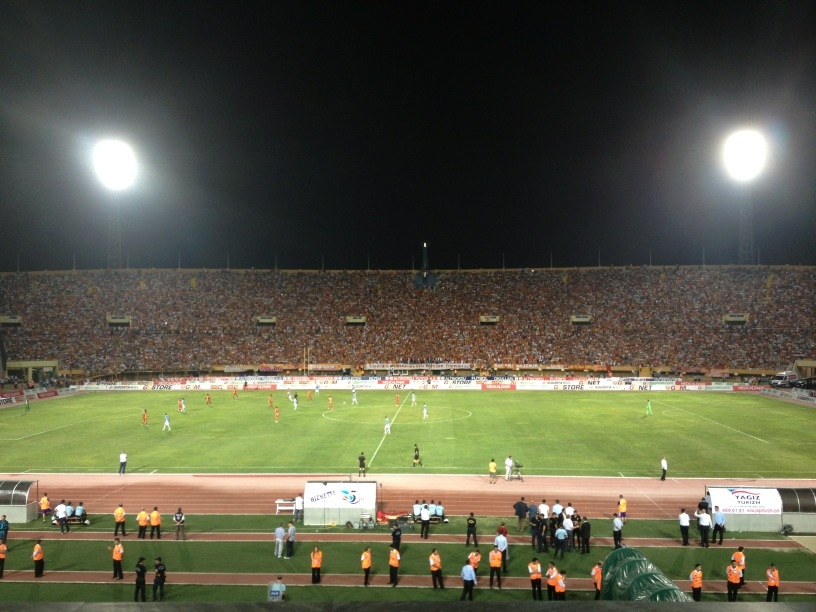

이즈미르 아타튀르크 스타디움(İzmir Atatürk Stadium, 튀르키예어: Atatürk Stadyumu)은 튀르키예 이즈미르에 위치한 다목적 경기장이다. 튀르키예의 초대 대통령이자 연설가 무스타파 케말 아타튀르크의 이름을 따서 지어졌다. 축구 경기에 대부분 사용되며 이따금씩 트랙 경기에도 사용된다. 이 경기장의 수용 가능한 인원 수는 51,295명이다. 1971년 개장했으며 2005년 보수되었다.
마이클 잭슨이 1992년 10월 7일 이 스타디움에서 자신의 Dangerous World Tour를 위해 공연할 예정이었으나 질병으로 인해 이 쇼는 취소되었다.